# Malinconia (Munch)

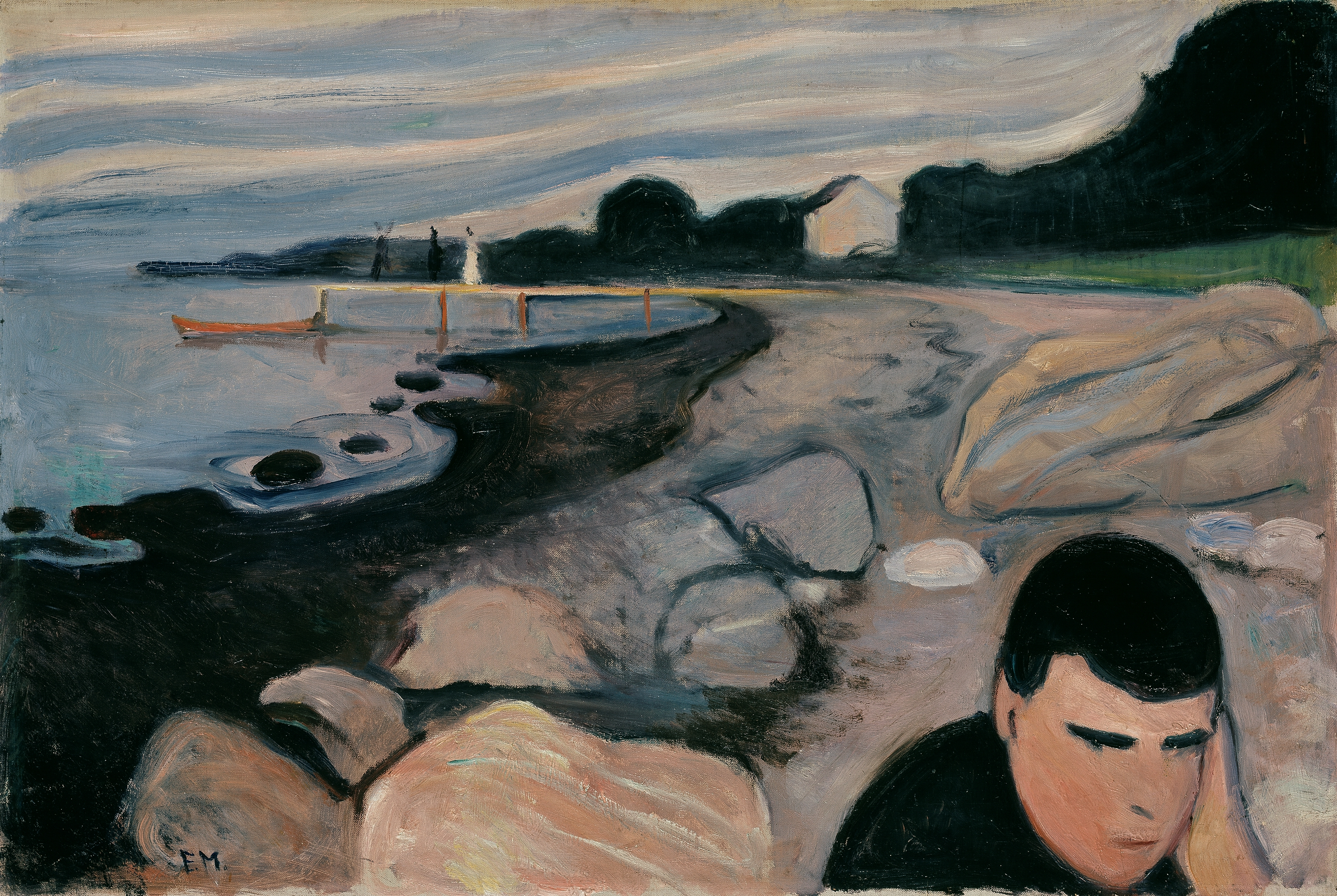
Munch Melankoli 1892

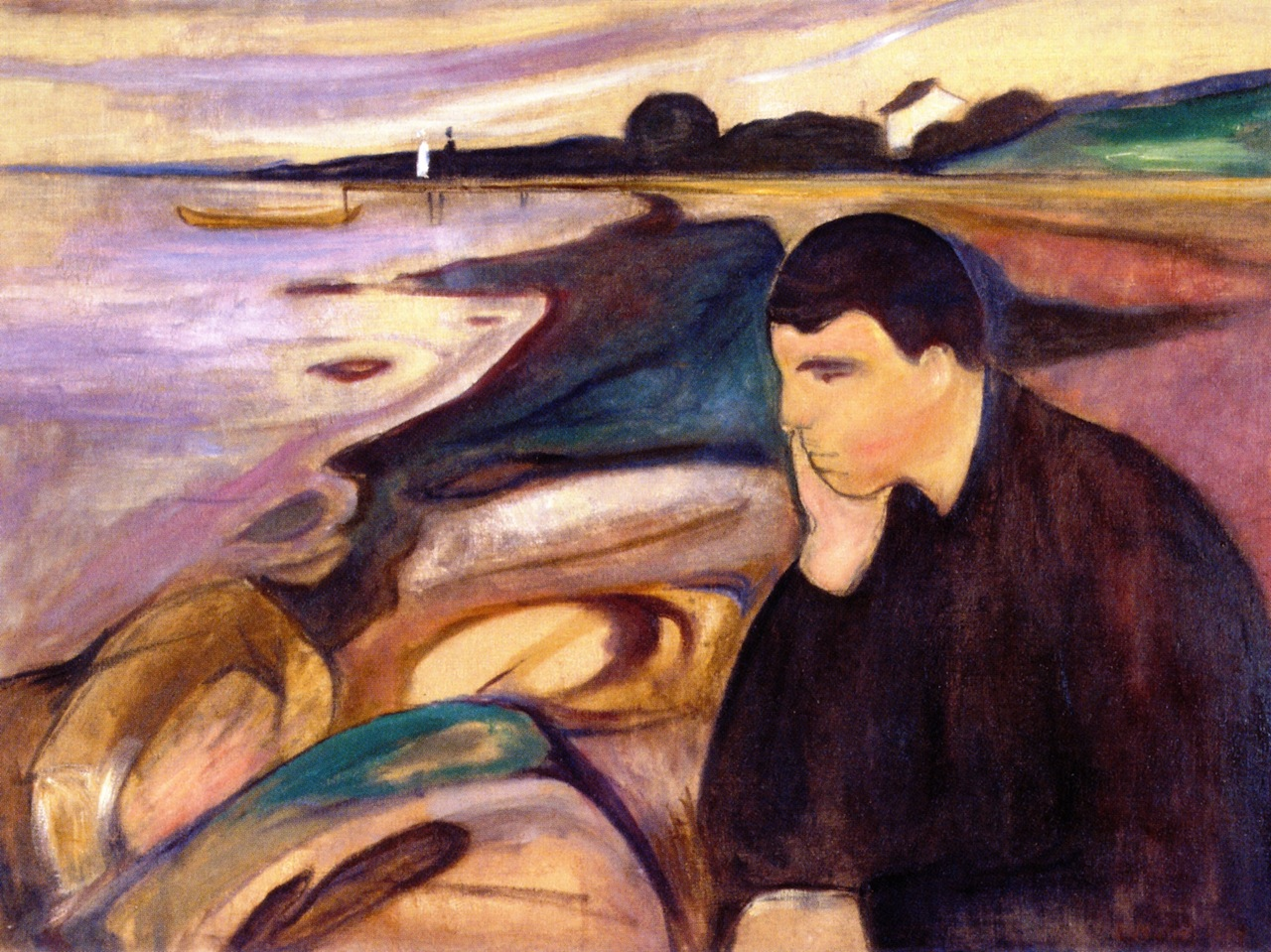
Edvard Munch - Melancholy (1894)

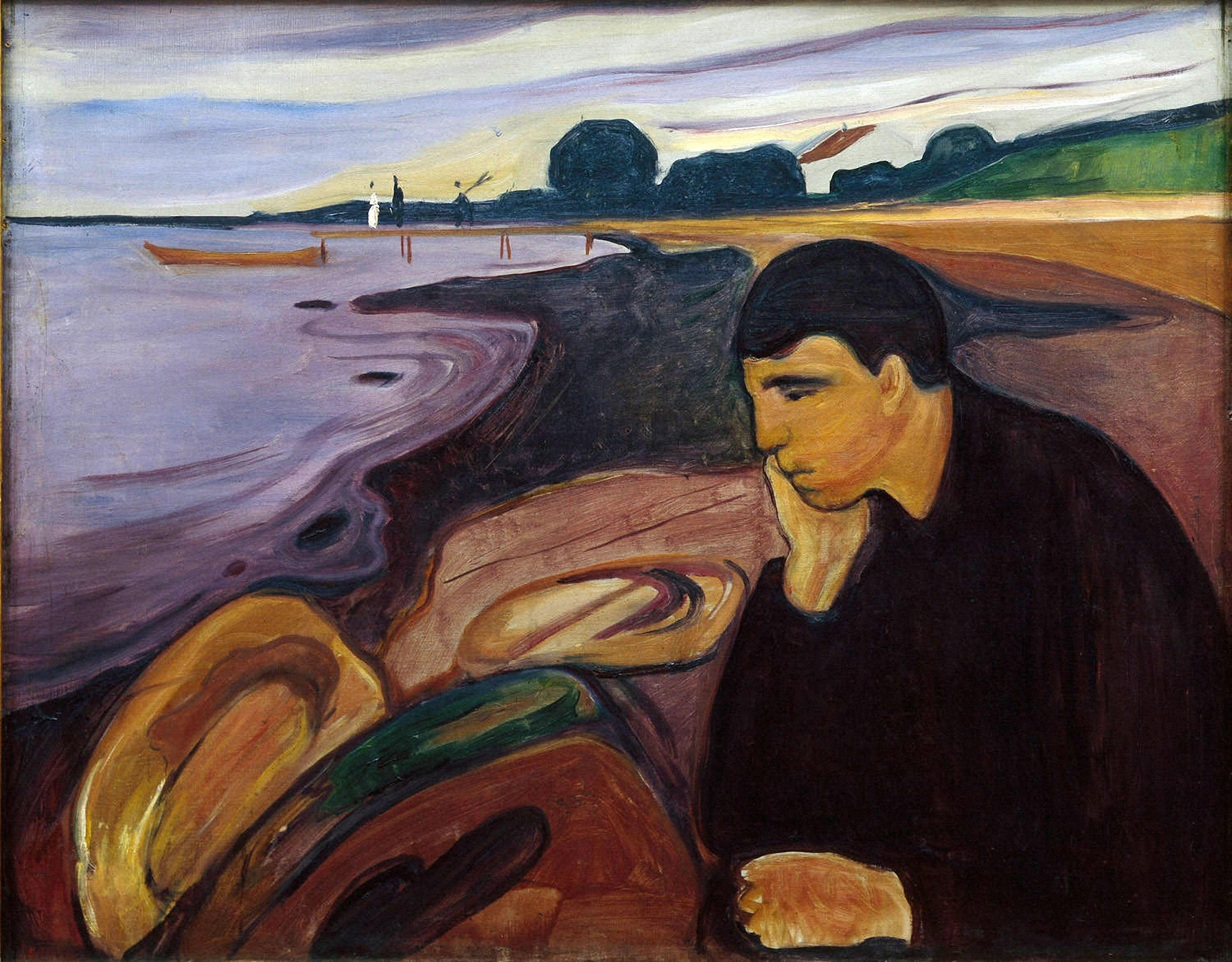
Edvard Munch - Melancholy (1894-96)

Malinconia (in norvegese Melankoli) è una serie realizzata dal pittore norvegese Edvard Munch e composta da 5 tele (1891-1896) e due xilografie (1897-1902).
Il motivo ritrae, in primissimo piano, un uomo seduto su una spiaggia con il capo sorretto dalla mano. Nella cala sullo sfondo una coppia è in procinto di imbarcarsi. I colori accentuano l’atmosfera malinconica della scena. La serie fa riferimento alla sfortunata relazione tra l’amico giornalista di Munch Jappe Nilssen e Oda Krohg, moglie del pittore Christian Krohg. Munch si rispecchia nella vicenda amorosa, in quanto in passato aveva avuto lui stesso una relazione con una donna sposata. La figura malinconica in primo piano può dunque essere associata sia a Nilssen che al pittore. Malinconia è una delle prime opere simboliste dell’artista norvegese e fa parte del suo Fregio della vita.

## Storia
Nel 1891 Munch realizzò un cospicuo numero di schizzi legati a Melanconia, nei quali cambia la posizione della figura in primo piano e il confine terra-acqua. Ciò che accomuna tutti gli schizzi è un personaggio bidimensionale simile a una silhouette, che sottolinea un cambiamento di stile: dal Neoimpressionismo degli anni parigini al Sintetismo e Simbolismo. Secondo Reinhold Heller il numero degli schizzi conferma l’importanza che Munch dà al motivo, ma anche la sua continua ricerca di nuove espressioni artistiche. All’esposizione dell’autunno 1891 a Oslo, Munch presentò, oltre ad altre 3 opere, la sua prima versione di Melanconia, che a quel tempo era ancora intitolata Sera. Si ritiene che si trattasse del pastello che attualmente si trova al Museo Munch di Oslo. Lo storico d’arte Arne Eggum crede invece che il dipinto a olio, datato 1894 e appartenente a una collezione privata, possa essere stato completato già nel 1891 e presentato in un’esposizione.
Le reazioni alla nuova opera di Munch erano quasi tutte negative. Il pittore norvegese Erik Werenskiold rimproverava a Munch “le cose sono lasciate a metà: i colori a olio e i pastelli spalmati tra loro e spesso e volentieri grandi parti di tela non sono dipinte.” I critici del settore giornalistico sminuirono i suoi quadri in quanto “umoristi”.  Solo Christian Krohg, che insieme a sua moglie aveva fatto da modello per la coppia sul molo, si espresse a favore: “è un dipinto davvero commovente, è solenne e quasi religioso”. Krohg notò un ampio divario tra la tradizione norvegese, alla quale anche i suoi quadri appartenevano, e le opere di Munch, in cui manca ogni relazione coi predecessori comuni. Con le sue opere Munch si rivolgeva direttamente all’anima dell’osservatore: “lui è il primo e il solo che si cimenta con l’idealismo e che osa fare della natura, del modello ecc. i portatori del suo stato d’animo e così facendo osa di più. Avete mai sentito i colori risuonare come in questo quadro?”
Munch trascorse, grazie a una borsa di studio, l’inverno del 1891/1892 a Nizza. Le impressioni che aveva portato con sé dall’estate in Norvegia lo tenevano occupato ben più del contesto mediterraneo. Nacquero i primi lavori preparatori per l’intenso cielo rosso al tramonto, che più tardi ritroveremo ne L’urlo. Continuò a dedicarsi al tema Sera/Melanconia, su cui realizzò una vignetta per il poeta danese Emanuel Goldstein. Probabilmente a marzo 1892, prima di tornare nuovamente in Norvegia, Munch realizzò, una composizione di dipinti partendo dagli schizzi per la vignetta. La serie fu inizialmente acquistata da Charlotte e Christian Mustad ed è ora di proprietà del Museo nazionale della Norvegia, dove è esposta dal 1970. 
I primi disegni mostravano ancora il soggetto di profilo delle altre versioni. In seguito il soggetto è stato dipinto frontalmente, con la testa rivolta verso il basso. Solo nel luglio 1892 Munch concluse definitivamente i lavori alla vignetta, a cui si era dedicato per circa 6 mesi. Melanconia è parte di Sviluppo e dissoluzione dell’amore , uno dei cicli che compongono il Fregio della vita, una serie di opere sul tema della vita, dell’amore e della morte.  Tra il 1893 e il 1896 Munch realizzò altre tre composizioni di dipinti sul tema, tra cui xilografie risalenti al 1896 e 1902. Nel catalogo ragionato di tutte le opere grafiche di Munch compilato da Gerd Woll queste tre ulteriori opere sono chiamate Evening, Melancholy I e Melancholy III. Le incisioni sono quasi identiche. Ciò nonostante solo la versione del 1902 mantiene l’orientamento della composizione dei dipinti, mentre la versione del 1896 è speculare. Entrambe le stampe sono costituite da due lastre che a loro volta sono state divise per permettere diverse applicazioni di colore in svariate combinazioni. Utilizzò il titolo Melanconia per altre due opere successive: nell’effige di una donna che piange sulla spiaggia (parte del fregio  Reinhardt-Fries,  esposto alla Neue Nationalgalerie di Berlino) e nel ritratto della sorella Laura, che sin da ragazza soffriva di depressione.

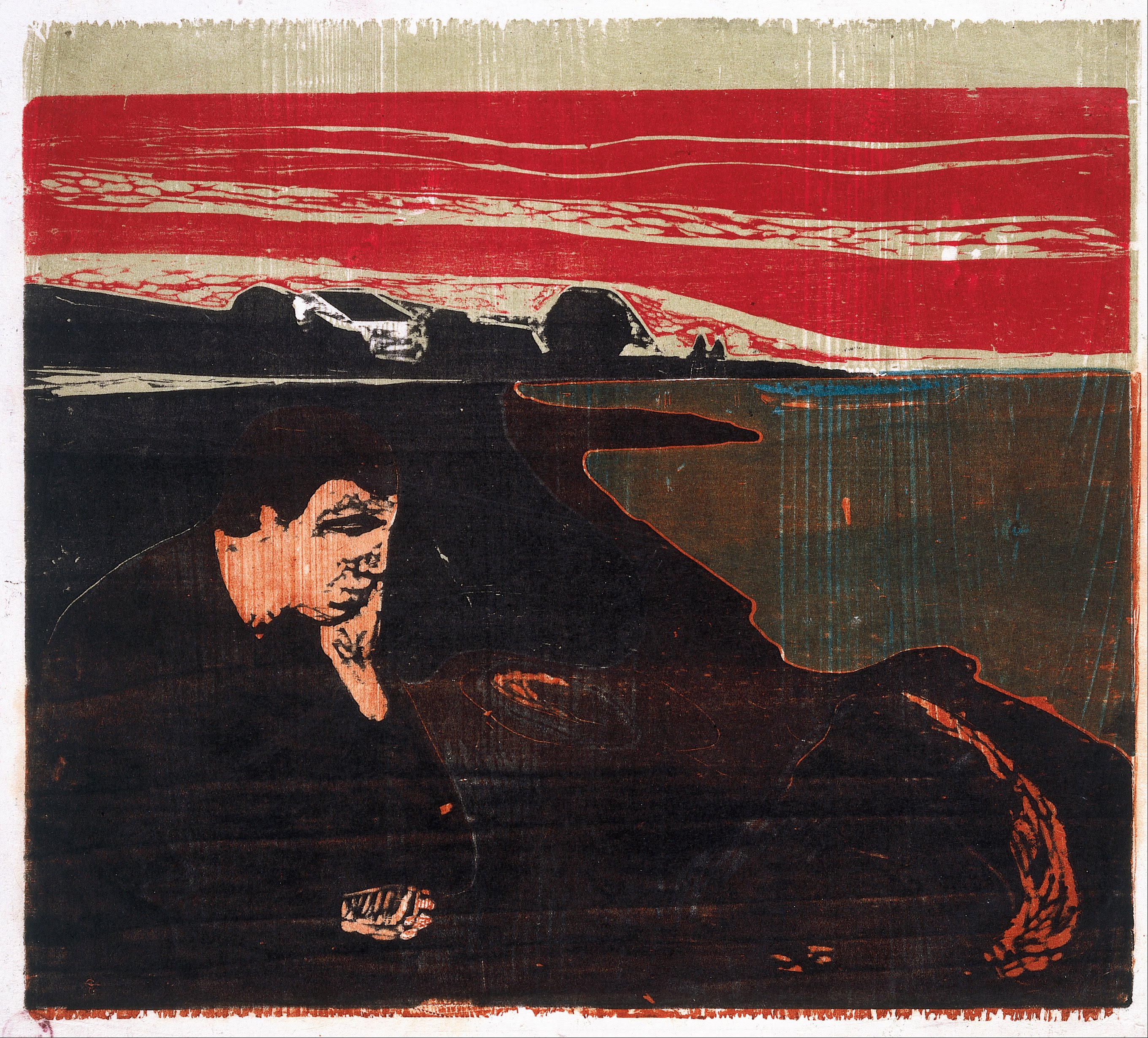
Edvard Munch - Evening. Melancholy I - Google Art Project

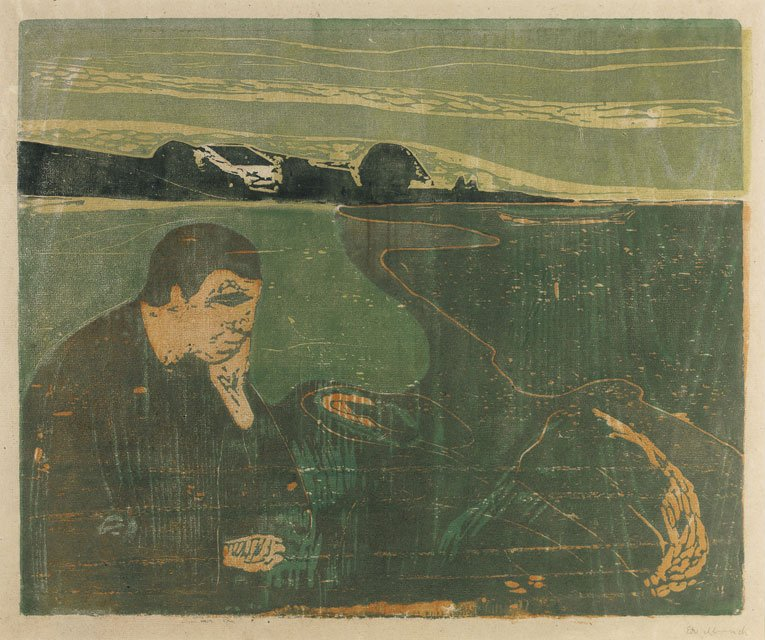
'Evening, Melancholy I' by Edvard Munch, woodcut, 1896

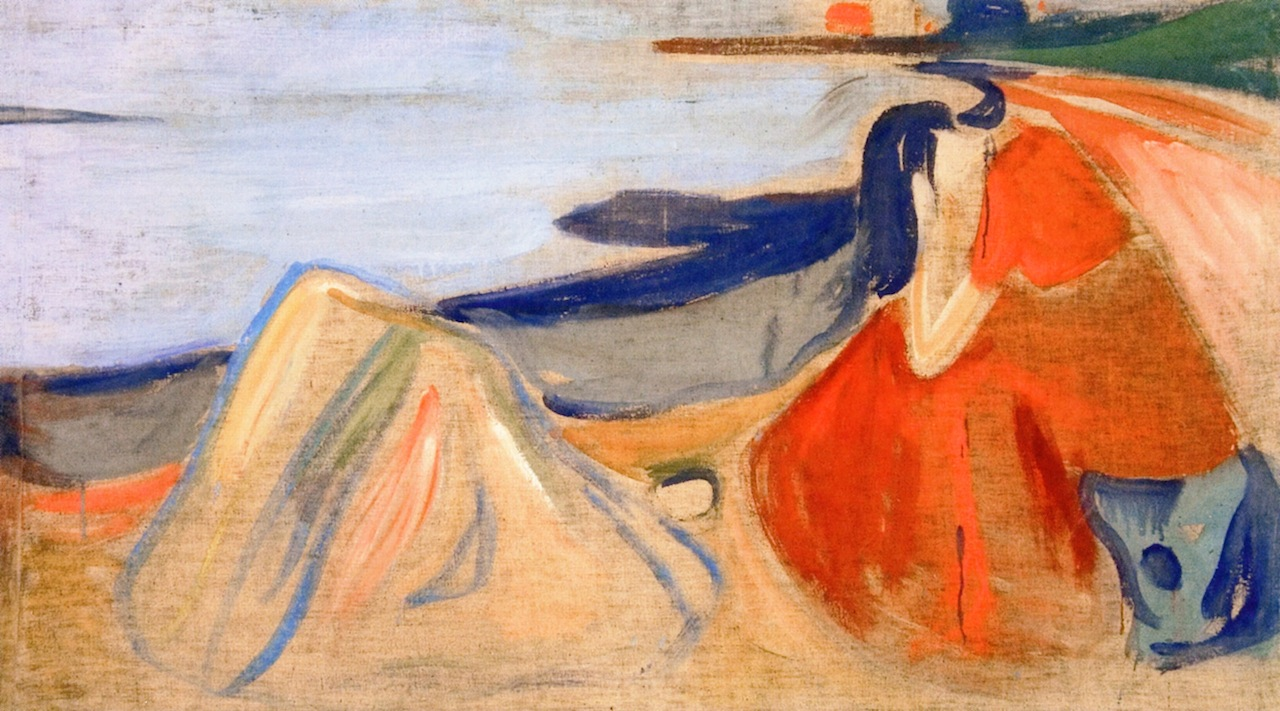
Edvard Munch - Melancholy (The Reinhardt Frieze)

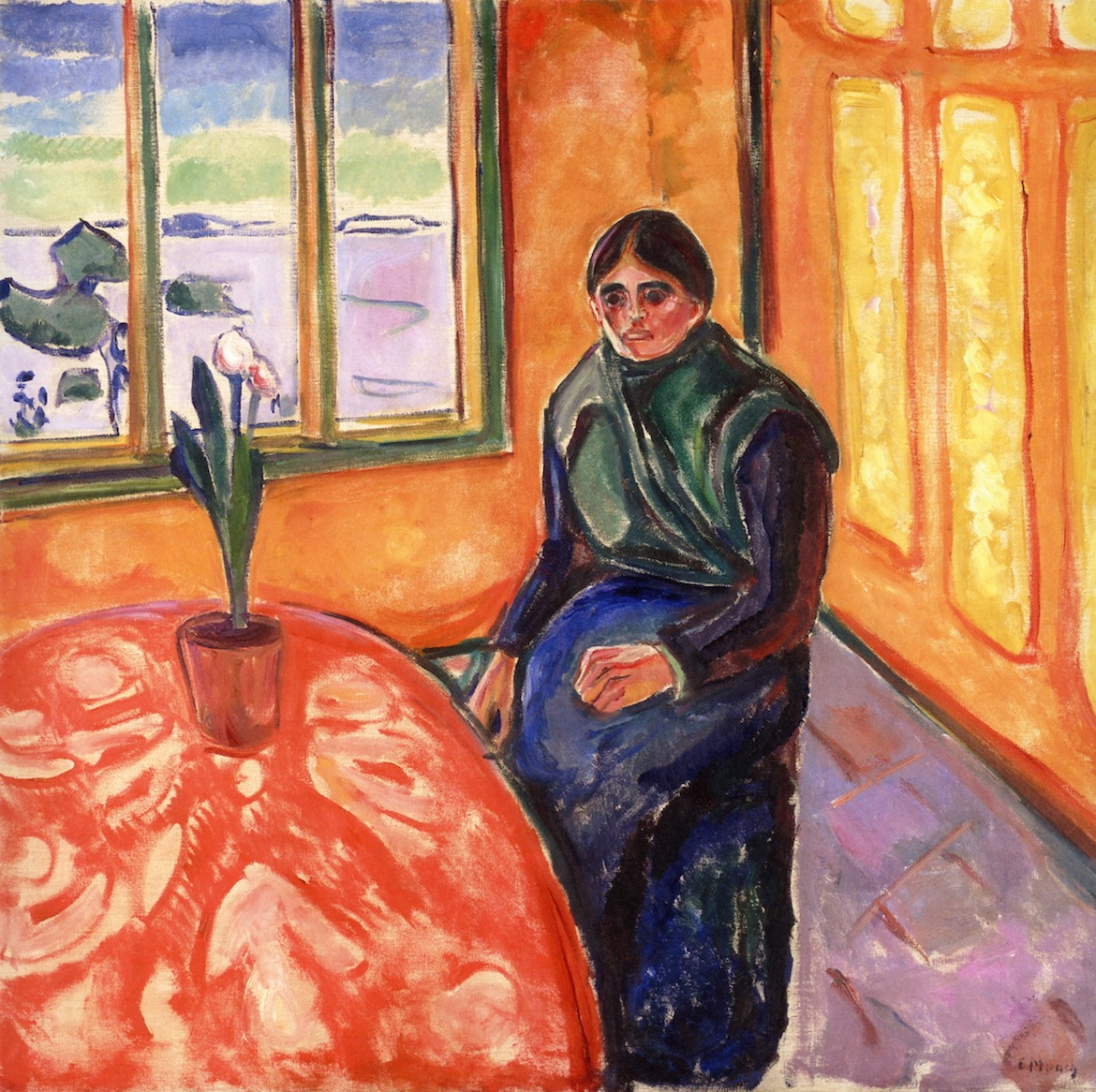
Edvard Munch - Melancholy (1911)

## Descrizione
In primo piano, nell’angolo destro della tela, un uomo siede, ripiegato su se stesso, su una spiaggia rocciosa. Si sorregge pensieroso il capo con la mano, tipico atteggiamento malinconico. La versione del 1892 si discosta dalle altre, in quanto l’uomo è completamente confinato nell’angolo in basso a destra, voltando le spalle alla spiaggia. La postura e la posizione della mano lo proiettano al di fuori della scena. L’isolamento della figura fa sì che l’occhio dello spettatore ritorni sullo sfondo percependolo come un soggetto di altrettanta importanza. Nella parte superiore del dipinto si notano tre figure su un pontile: una coppia e un uomo con in mano dei remi. Si dirigono verso una barca gialla attraccata. La riva sinuosa che precede il pontile, congiungendosi agli alberi e alle nuvole, crea profondità prospettica.
La prima versione del dipinto, risalente al 1891, è una combinazione di più tecniche pittoriche: pastello, colori a olio e matita su tela; alcune porzioni di tela non sono state dipinte. Secondo il critico Hans Dieter Huber, questo conferisce al dipinto lo stile degli affreschi realizzati a secco. Anche le successive versioni a olio mantengono forme bidimensionali e contorni semplificati che ricordano il sintetismo. Mancano prospettiva aerea e ombreggiatura; solo la testa e le mani del protagonista sono connotate da una tridimensionalità plastica. Secondo i critici Tone Skedsmo e Guido Magnaguagno, il dipinto anticipa, con le sue pennellate fluide e con la “semplificazione e stilizzazione di linee, forme e colori”, lo stile delle opere successive di Munch.

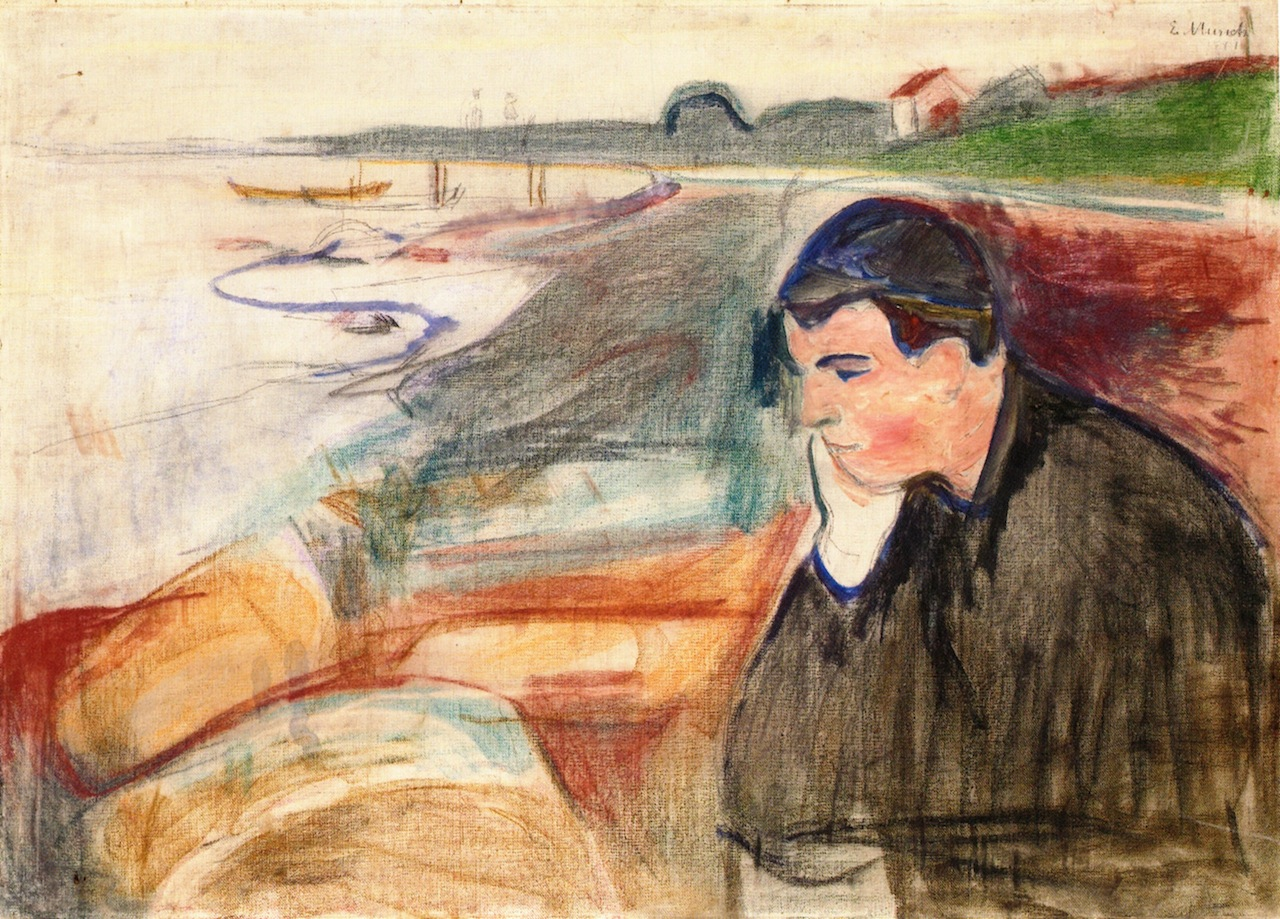
Edvard Munch - Evening. Melancholy (1891)

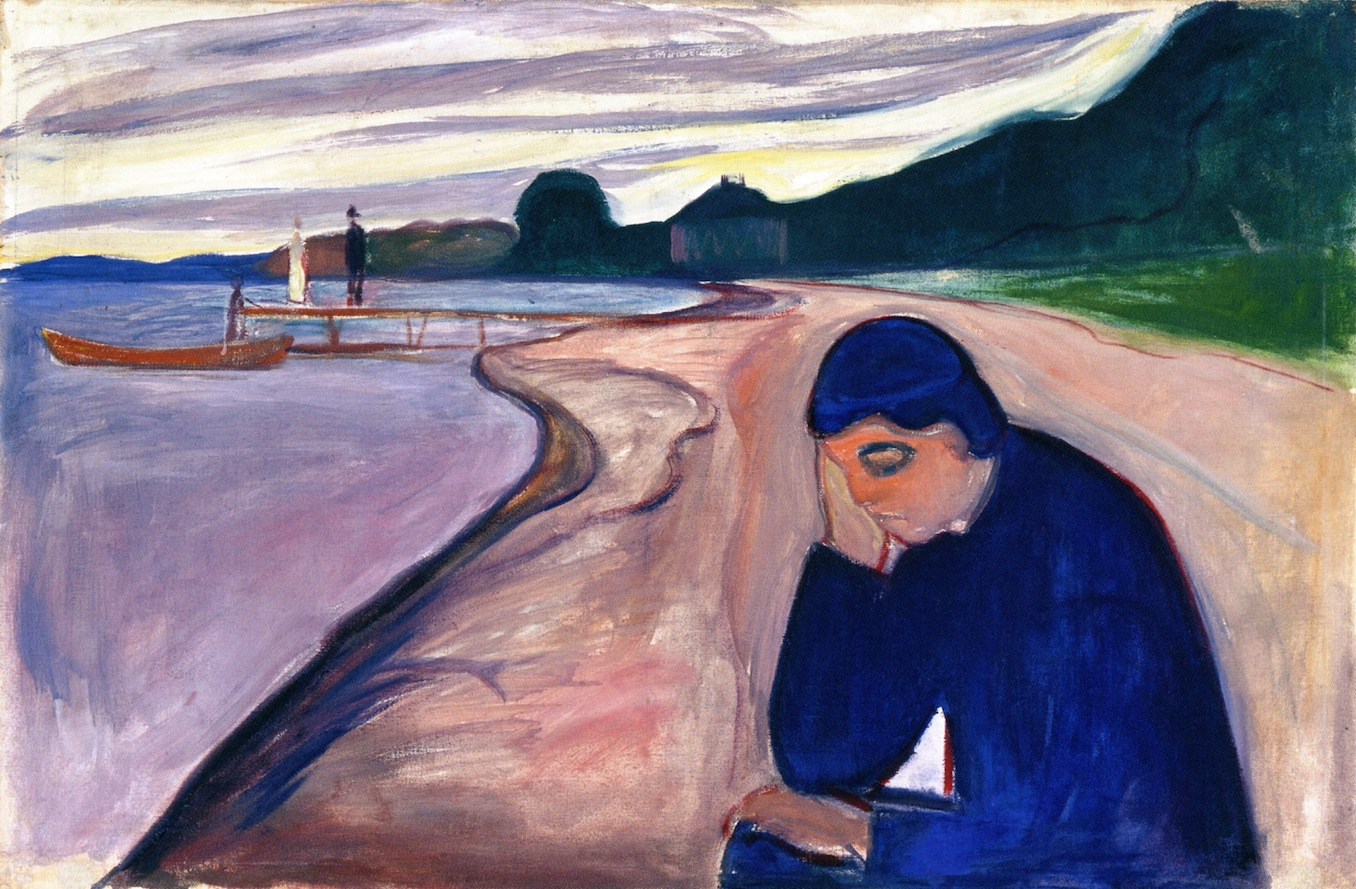
Edvard Munch - Melancholy (1893)

## Interpretazioni
Lo storico dell’arte Alf Bøe ha visto in Malinconia una “grande svolta” di Munch. Dopo i tentativi di Notte a Saint-Cloud e La fanciulla malata, Munch ha trovato in quest’opera emblematica uno stile intenso e psicologico. Quello stesso stile che nell’ultimo decennio del secolo avrebbe caratterizzato le sue opere simboliste. 
Secondo Tone Skedsmo e Guido Magnaguagno l’opera riflette in primo luogo lo spirito dell’artista. Munch imprime i suoi pensieri e le sue emozioni direttamente sulla tela. Tutto nella composizione è finalizzato alla creazione della giusta atmosfera: gli elementi naturali, le forme ampie e semplificate, il movimento sinuoso della costa, il tono opaco dei colori.
Hans Dieter Huber, storico dell’arte, ha analizzato l’effetto dei colori: dal “giallo-verde della foschia della gelosia” al “serpeggiante blu-viola” della riva, che oltre a stabilire un collegamento tra il malinconico personaggio e la scena del molo, “sembra volerlo ammaliare e intrappolare”. Anche la barca gialla sullo sfondo del dipinto (in tedesco anche conosciuto come Das Gelbe Boot, la barca gialla) ha il colore della gelosia. Come già Christian Krohg ha rimarcato: “Dobbiamo ringraziare Munch perché la barca è gialla; se non fosse stata gialla, egli non avrebbe mai dipinto questo quadro.”
Shelley Wood Cordulack fa riferimento invece all’insolita spiaggia nera. Questo elemento non solo collega dal punto di vista composizionale la figura nera in primo piano con le sagome altrettanto nere sullo sfondo, ma trasmette anche tristezza e malinconia, motivi principali dell’opera.
Per Ann Temkin, curatrice del MoMa, la linea costiera suggerisce sia una visione interiore del mondo, sia un paesaggio reale. Secondo Arne Eggum, storico dell’arte, simboleggerebbe la solitudine, il vuoto e la malinconia del personaggio in primo piano, poiché traccia un collegamento tra questi e la coppia sullo sfondo. Anche Reinhold Heller interpreta la coppia come una proiezione dell’uomo geloso. Il gioco tra illusione e realtà si rafforza grazie alle diverse tecniche pittoriche e alla contrapposizione tra profondità dello spazio e forme bidimensionali. Munch stesso descrive il dipinto in un appunto del 1894/1895: “La gelosia, una lunga riva deserta”. Per Ulf Küster la situazione ricorda il dramma di Ibsen Spettri, nel quale il personaggio Helene Alving racconta di Spettri che il pubblico non può vedere. Allo stesso modo la figura in primo piano nel quadro sembra comunicare all’osservatore la scena sullo sfondo. Munch ha trasferito sulla tela l’espediente teatrale della teicoscopia (i fatti non vengono presentati direttamente ma descritti da un osservatore nel momento stesso in cui accadono).
Secondo Uwe M. Schneede l’uomo simboleggia innanzitutto l’autore e il suo estraniarsi dai fatti; inoltre dialoga direttamente con l’osservatore e fa appello alla sua empatia. Il soggetto, contrariamente alla tradizione artistica del primo Ottocento non è più parte della scena centrale, ma si trova tagliato fuori e addirittura confinato al margine della tela. Le tre figure sulla passerella appartengono a un altro mondo e simboleggiano il classico topos della partenza verso un’isola idilliaca; sono immersi in colori chiari di buon auspicio. L’individuo solitario e introspettivo rimane lontano, poiché l’amore degli altri gli è proibito. Munch trasforma il conflitto tra realtà interiore ed esteriore in un processo creativo. Malinconia anticipa il concetto alla base dei successivi quadri Disperazione e L’urlo, nei quali viene approfondita la rottura tra l’Io e il suo ambiente in uno scenario di morte. Una più tarda versione del motivo, intitolata anch’essa Disperazione pone la figura di Jappe sotto il cielo rosso dell’Urlo; secondo Heller questa versione costituisce un tassello aggiuntivo a cui però  mancano l’intensità e l’efficacia del resto della serie.

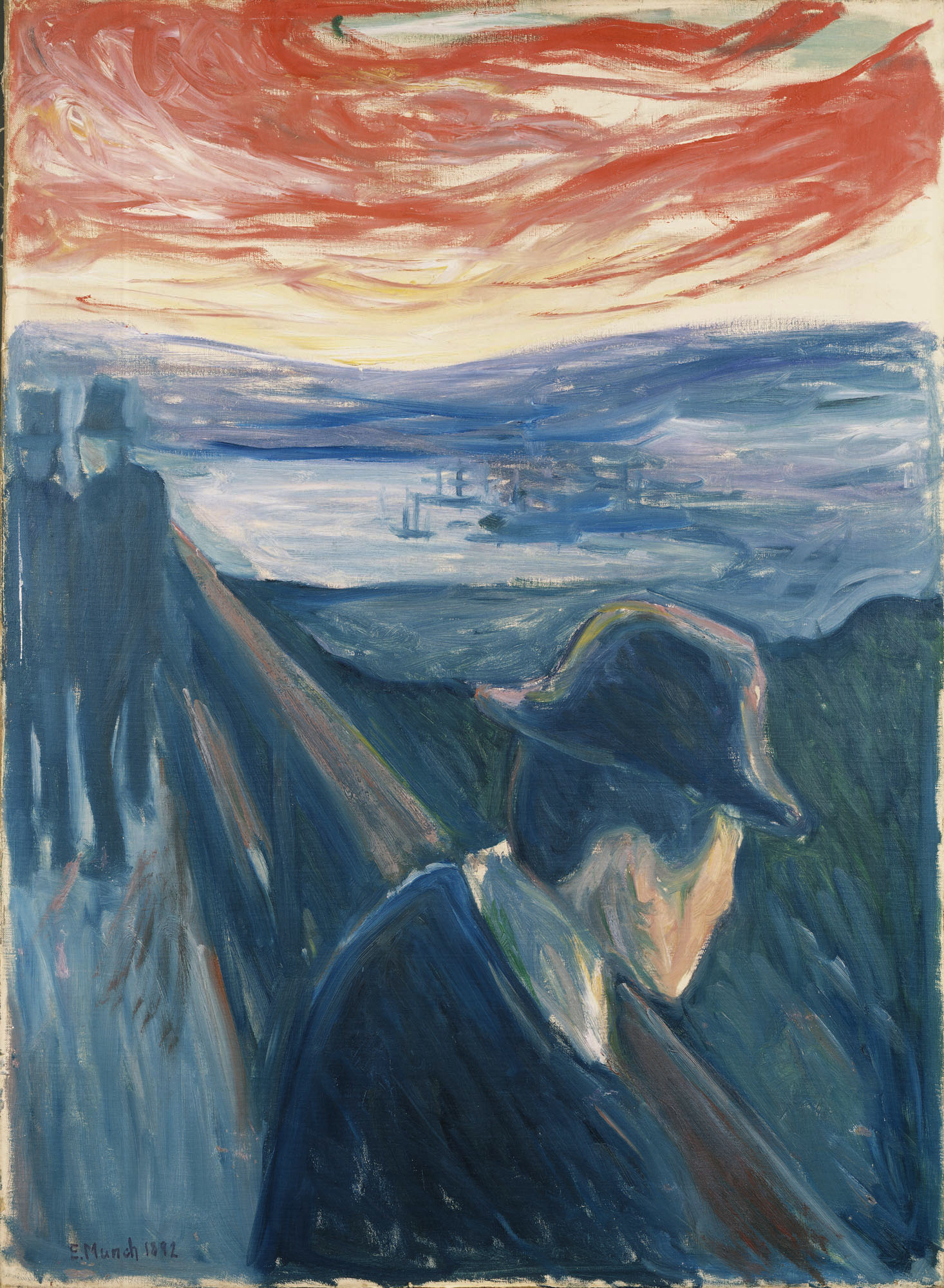
Edvard Munch, Disperazione, 1892, olio su tela, 92 x 67 cm. Stoccolma, Thielska Galleriet

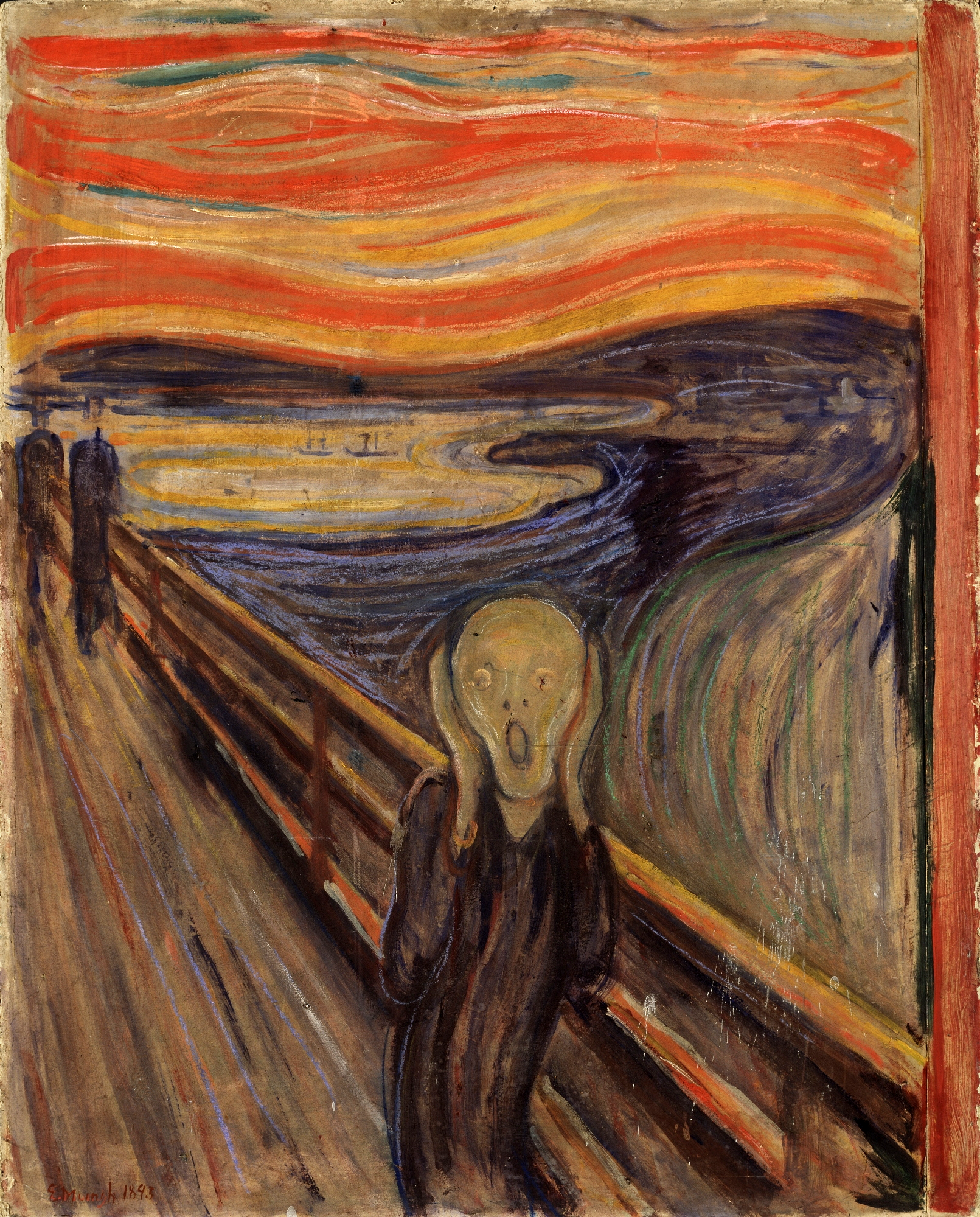
Edvard Munch, L'urlo, 1893. Nasjonalgalleriet

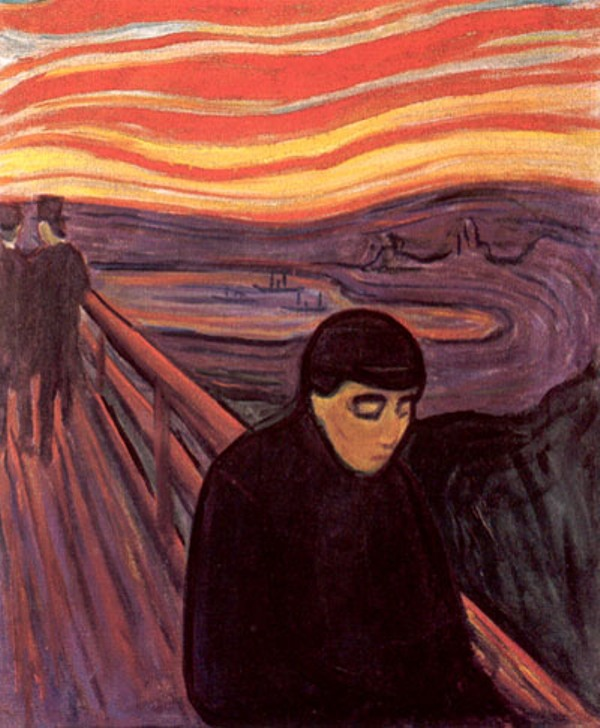
Edvard Munch, Disperazione, 1894. Museo Munch, Oslo

## Contesto
L’espediente della figura malinconica immersa in un contesto paesaggistico vanta una lunga tradizione nella storia dell’arte, che affonda le sue radici fino al Giovanni Battista di Geertgen tot Sint Jans e alla Melancolia di Albrecht Dürer. Il critico Arne Eggum ha riscontrato una somiglianza con l’acquaforte Abend di Max Klinger, artista molto conosciuto a Oslo, e col Cristo nell’orto degli Olivi, di Paul Gauguin. Anche qui come in Malinconia un personaggio diviene personificazione della sofferenza del pittore. Reinhold Heller ritrova in Malinconia una continuità con i motivi tradizionali, ma smentisce un riferimento diretto a Dürer e a Gauguin. Lo stile di Munch, infatti, è più influenzato dai suoi ricordi personali che dai tradizionali modelli storico artistici. Quindi, la figura seduta a riva diventa una sorta di allegoria, che si distacca da un evento concreto per esprimere un profondo sentimento dell’animo umano. Possiamo ritrovare il motivo di Malinconia in altre opere di Munch; nella pensierosa posa dell’uomo che da una finestra osserva il cielo notturno (Notte a Saint-Cloud), nel ritratto della sorella (Inger sulla spiaggia) dove natura rispecchia i sentimenti umani. Una costante nelle opere di Munch è la spiaggia, spesso ritratta di notte. Matthias Arnold spiega: “Sulla riva i personaggi sono raffigurati soli o in coppia, seppur isolati l’uno rispetto all’altro e guardano il mare, specchio delle loro anime.”

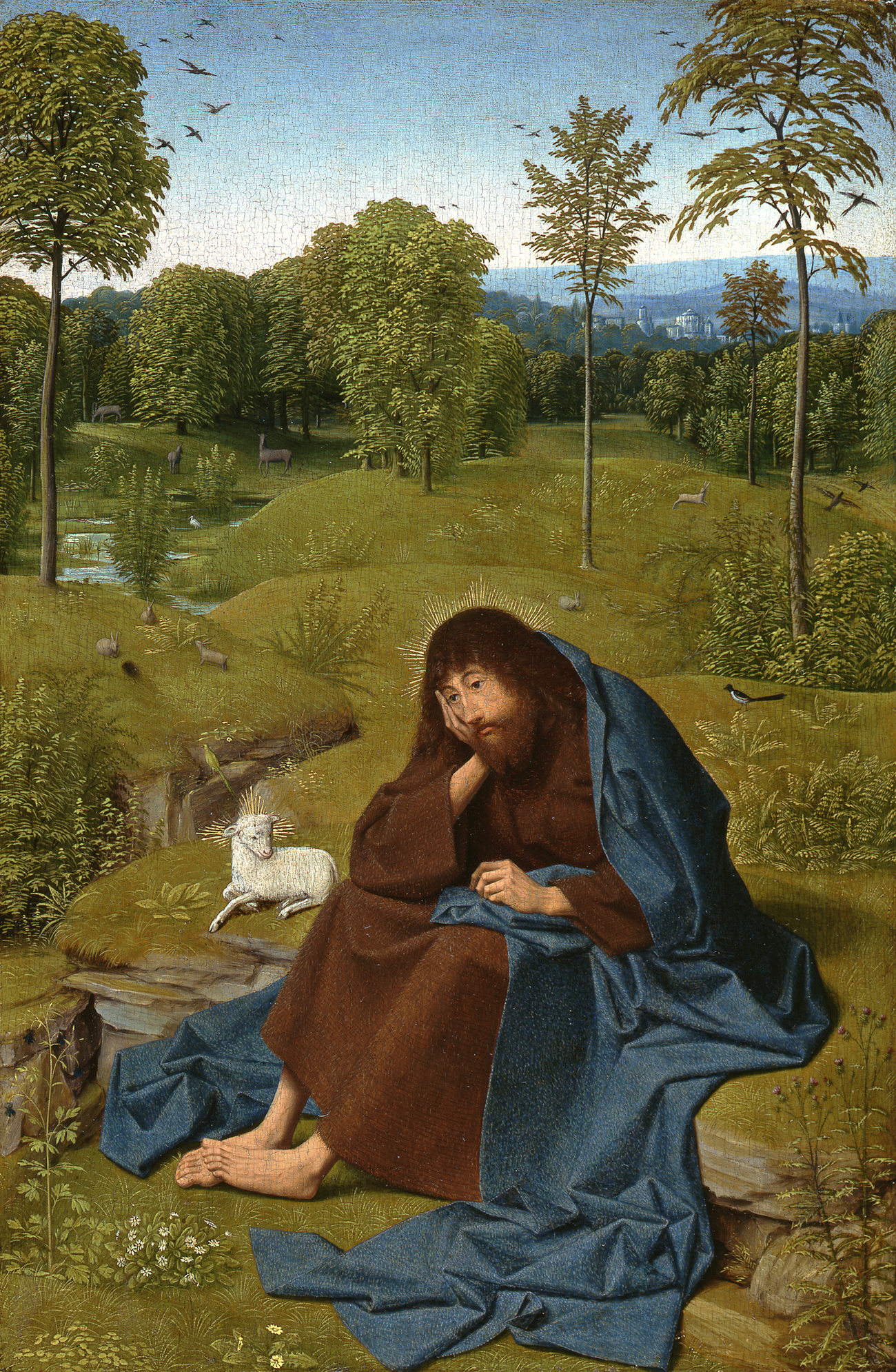
Geertgen tot sint jans - johannes de doper

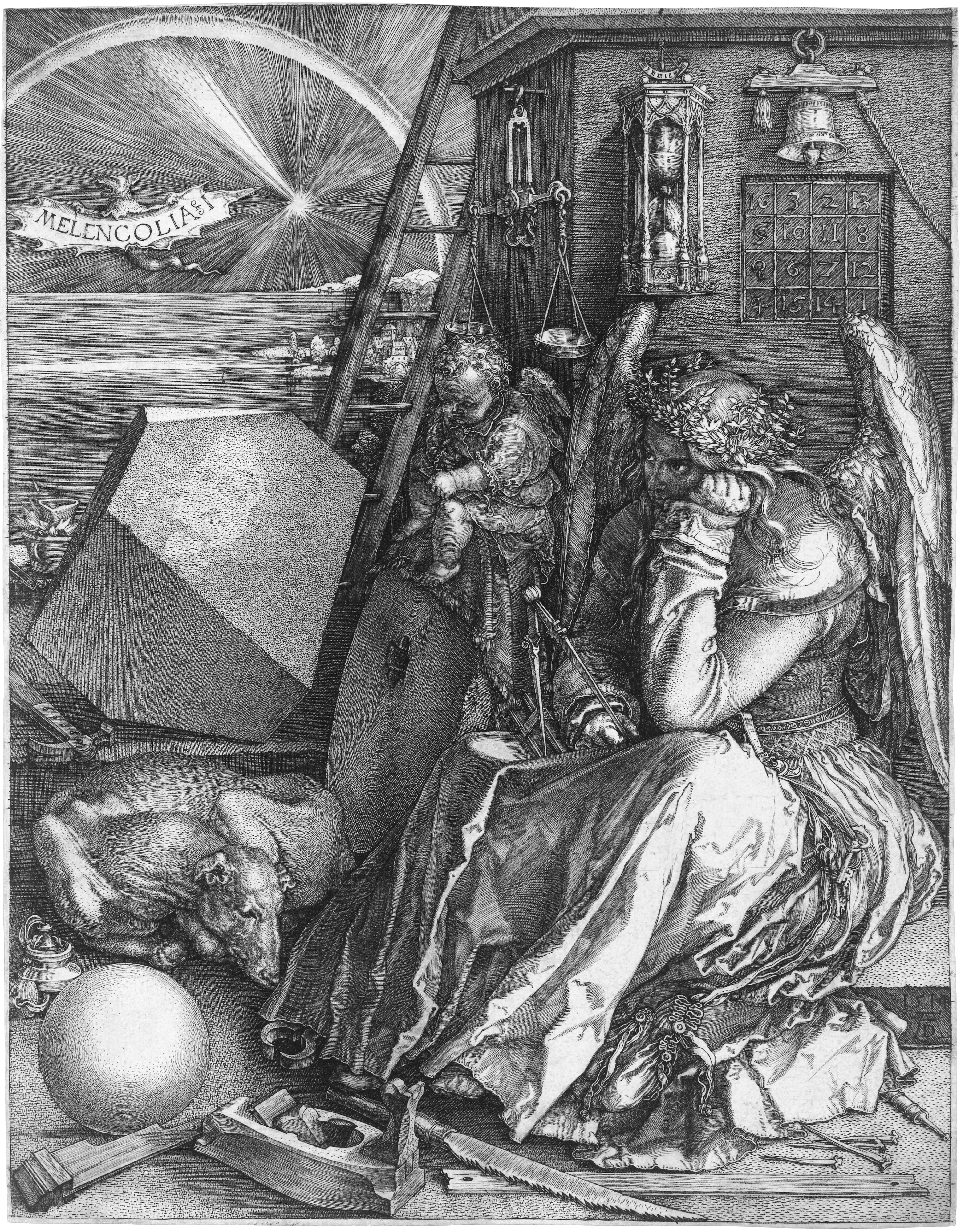
Dürer Melancholia I

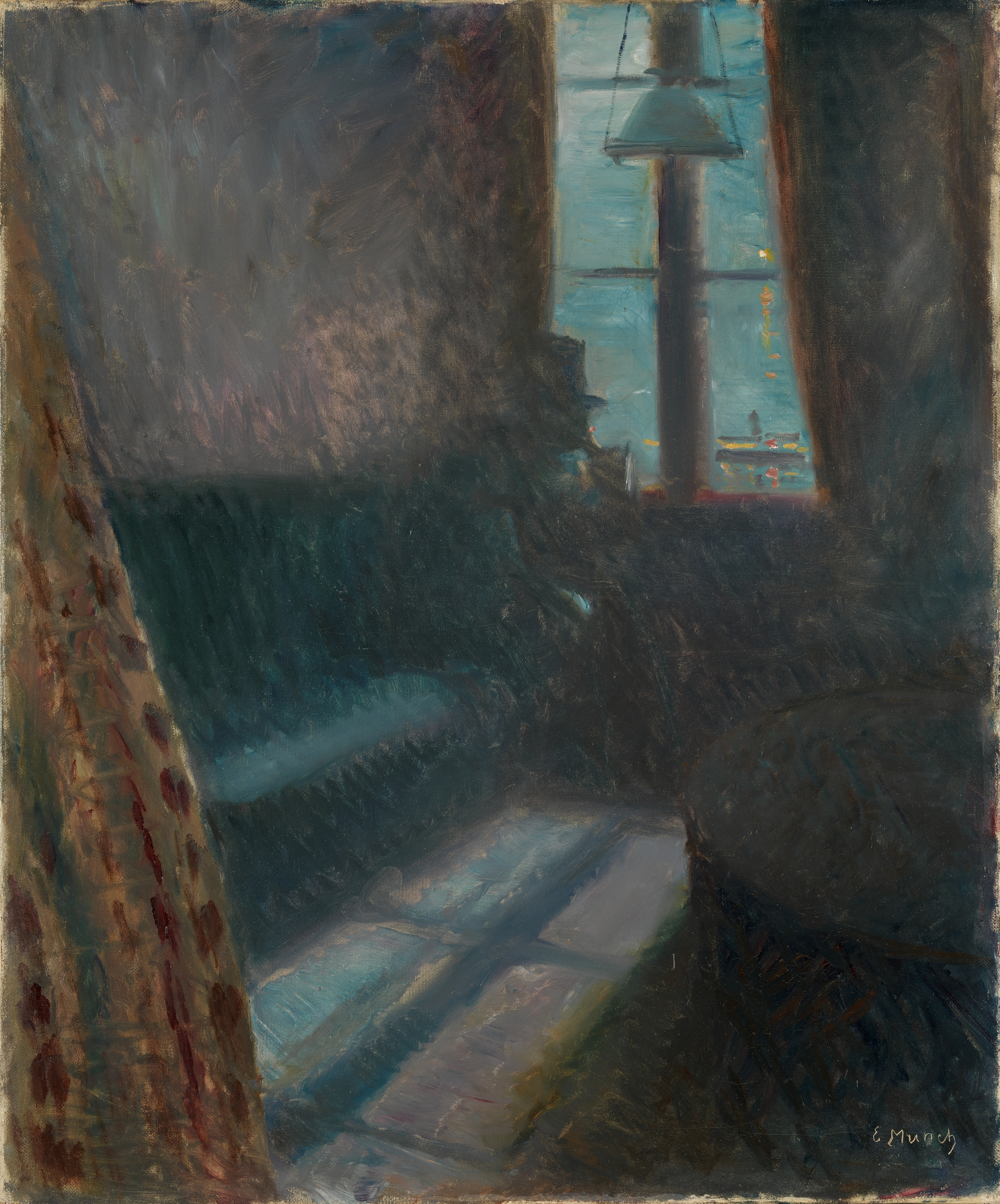
Edvard Munch - Night in Saint-Cloud (1890), NG.M.01111

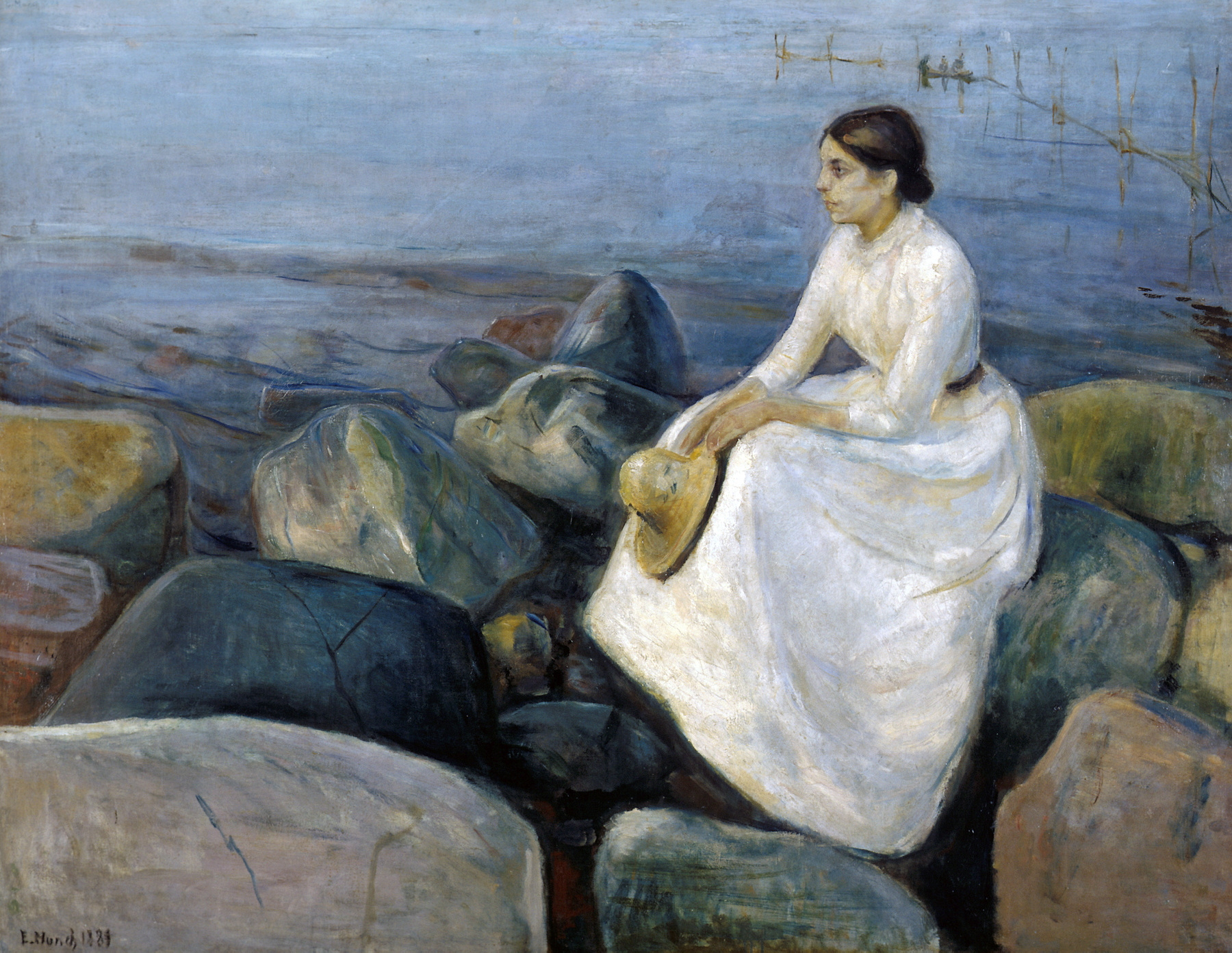
Edvard Munch - Summer night, Inger on the beach (1889)

Munch trovò l’occasione concreta per realizzare Malinconia nell’estate del 1891, che come al solito trascorse a Åsgårdstrand, una piccola città costiera sul fiordo di Oslo, meta di villeggiatura per molti cittadini e artisti della città. L’amico di Munch Jappe Nilssen e la coppia di pittori Christian e Oda Krohg trascorsero l’estate in questo posto; Munch fu testimone della sventurata storia d'amore tra l'amico ventunenne e la donna sposata, più vecchia di 10 anni. Il fatto risvegliò in Munch ricordi della sua sventurata storia d’amore di pochi anni prima con Milly Thaulow. Anch’egli aveva 21 anni quando nel 1885 si innamorò della moglie di suo cugino Carl (uno dei fratelli di Frits Thaulows). Era un amore proibito, che lo perseguitò a lungo e che venne descritto nei suoi quaderni tra il 1890 e il 1893, nei quali l’autore si rivolge all’amata col nome di Signora Heiberg. Alla fine della storia Munch afferma: "Ho perso tutte le speranze di poter amare". Secondo Reinhold Heller la vicenda di Jappe Nilssen ha permesso a Munch di rivivere la sua esperienza per la seconda volta e di utilizzarla come espediente artistico. Jappe, ritratto in una posa malinconica diventa così una proiezione del pittore stesso.
In uno scritto risalente probabilmente all’inizio del 1890, Munch trascrive l’atmosfera del dipinto: “è sera. Sto camminando lungo la riva e la luce della luna filtra attraverso le nuvole. Un uomo e una donna camminano ora sul lungo molo verso la barca gialla, dietro di loro un uomo porta dei remi.” L’andatura e i movimenti gli ricordano la donna, lontana mille miglia da lui. “Salgono in barca, lui e lei.” Navigano verso un’isola, Munch se li immagina mentre camminano a braccetto mentre lui rimane solo “La barca diventa sempre più piccola e le remate riecheggiano sulla superficie del mare. Io mi sento solo, piatto. Le onde si sollevano e si infrangono sul molo. Là fuori l’isola sorride nella tiepida nottata estiva.”

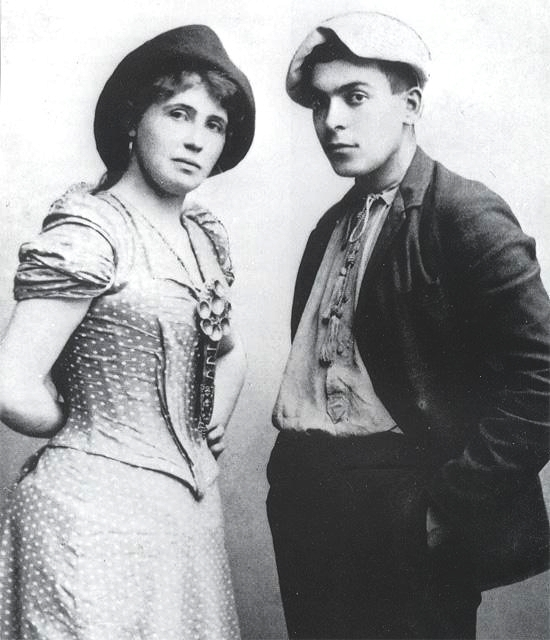
Oda-jappe